# 施普里茨卡爾峰

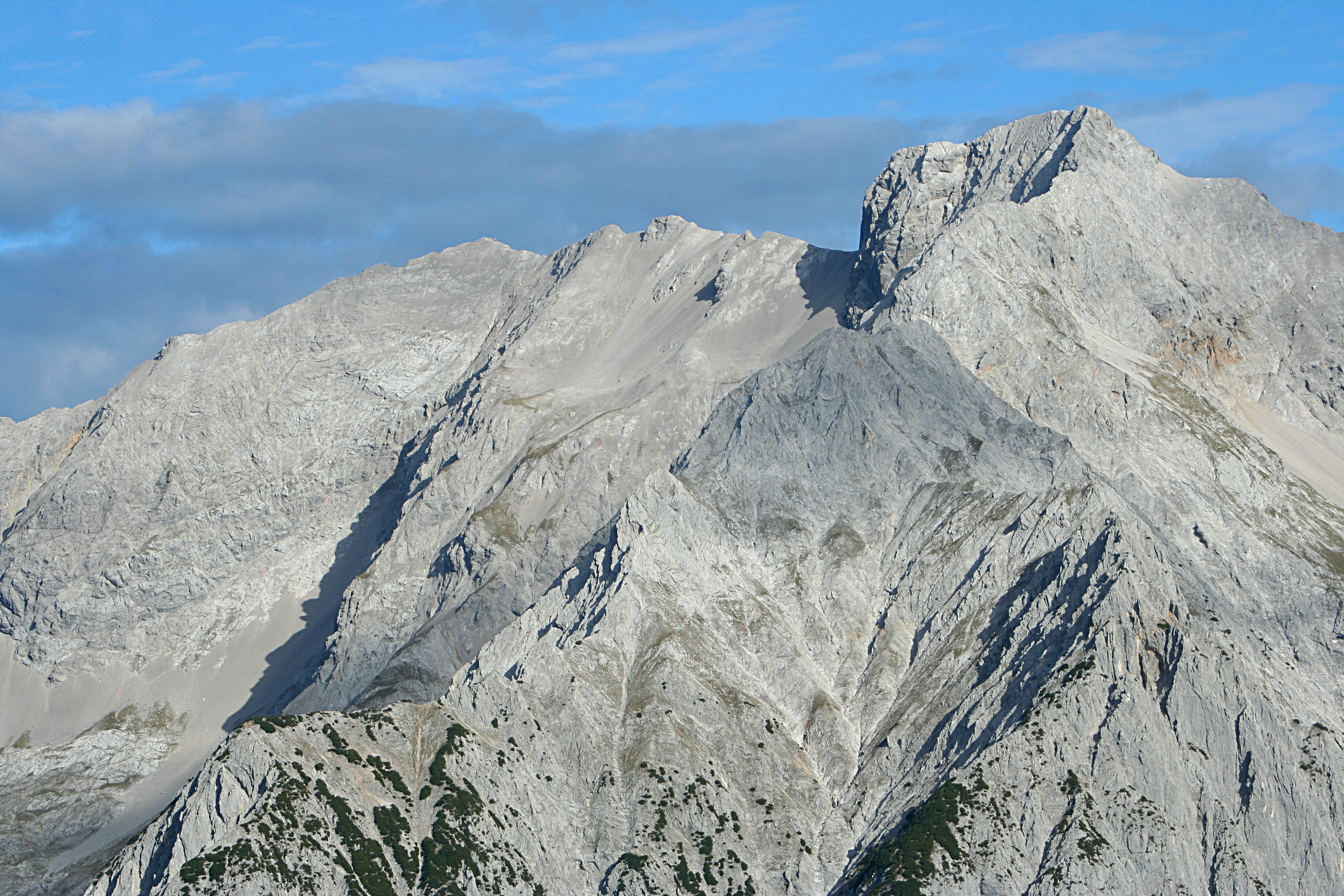

47°22′52″N 11°33′04″E / 47.381180°N 11.551142°E
施普里茨卡爾峰（德語：Spritzkarspitze），是奧地利的山峰，位於該國西部，由蒂羅爾州負責管轄，屬於卡爾文德爾山脈的一部分，距離艾斯卡爾峰0.8公里，海拔高度2,606米，每年平均降雨量1,806毫米。